# Tha Khlong
Tha Khlong (in thailandese: ท่าโขลง) è una città minore (thesaban mueang) della Thailandia di 77 243 abitanti (2020). È situata nel gruppo regionale della Thailandia Centrale e il suo territorio è compreso nel distretto di Khlong Luang, in provincia di Pathum Thani. Si trova in una zona che negli anni a cavallo del 2000 ha avuto una grande espansione demografica e a tutto il 2020 era la seconda più popolosa tra le città minori della Thailandia e la 19ª città più popolosa nel Paese.

## Geografia fisica

### Territorio
Tha Khlong si trova in una zona pianeggiante 50 km di strada a nord del centro di Bangkok. Sorge in prossimità della riva orientale del fiume Chao Phraya e fa parte della Regione metropolitana di Bangkok. Il territorio comunale copre una parte dei sottodistretti di Khlong Nueng e Khlong Song.

### Clima
Secondo i dati rilevati alla stazione meteorologica del vicino Aeroporto di Don Mueang, la temperatura media mensile massima è di 35,7° ad aprile, durante la stagione secca, con un picco di 40,8° registrato a maggio, mentre la media mensile minima è di 22° a dicembre, nella stagione fresca, con un picco di 11,7° a dicembre. La media massima mensile delle precipitazioni piovose è di 284,9 mm in settembre, nella stagione delle piogge, con un picco giornaliero di 207,7 mm in ottobre. La media minima mensile è di 1 mm in dicembre. La stagione fresca va da novembre a febbraio, quella secca da febbraio ad aprile e quella delle piogge da maggio a ottobre.

## Storia
Nel periodo di Ayutthaya (1350-1767), la grande zona a est del Chao Phraya era ricoperta da fitte foreste che offrivano dimora ad animali selvatici come tigri, elefanti, cervi ecc. Nel vicino distretto di Sam Khok sono stati rinvenuti amuleti e altre antichità risalenti almeno al XIV secolo. Dopo la soppressione della mueang di Sam Khok, una popolosa comunità di etnia Mon si insediò sulla riva orientale del Chao Phraya al fianco delle pre-esistenti comunità thai. La zona fu definitivamente bonificata con lo scavo del canale di Rangsit alla fine del XIX secolo. Fu il primo progetto di bonifica e irrigazione su larga scala mai realizzato nel Paese. L'area fu coltivata principalmente con il riso, che divenne così il principale prodotto esportato dal Siam. Il canale era navigabile e fu anche importante come via di comunicazione, dato che il sistema stradale era agli inizi e ancora sottosviluppato, e nella zona circostante si svilupparono diversi insediamenti.
Tha Khong fu inizialmente inserita nel distretto sanitario di Khlong Luang e divenne comune di sottodistretto (thesaban tambon) il 21 luglio 1996. Con il boom demografico di quegli anni nella zona a nord della capitale, la popolazione aumentò e il 10 ottobre 2001 Tha Khlong acquisì lo status di città minore (thesaban mueang). Il territorio comunale fu portato a 63 km² con l'accorpamento di aree che appartenevano a vicini tambon.

## Luoghi d'interesse

### Architetture religiose
Oltre a diversi wat, vi sono in città due moschee e una chiesa cristiana.
- Wat Phra Dhammakaya è il più importante tempio buddhista di Tha Khlong, fondato nel 1970, è il centro principale della tradizione Dhammakaya del buddhismo theravada.[6]

## Cultura
Nel territorio comunale si trovano i seguenti istituti:
- Campus Rangsit dell'Università Thammasat.
- Istituto asiatico di Tecnologia.
- Università Valaya Alongkorn Rajabhat sotto il patronato reale.

## Infrastrutture e trasporti
Tha Khlong è attraversata dalla Statale 1 thanon Phahonyothin, la maggiore strada che collega Bangkok con il nord del Paese. Altre importanti arterie stradali sono l'autostrada Udon Ratthaya, che a sua volta collega la capitale con il nord, e la breve Statale 3214, strada principale lungo l'asse est-ovest. La città non è lontana dal confine con Bangkok e usufruisce del sistema di autobus della capitale. Nei pressi del centro cittadino sorgono le stazioni di Chiang Rak e di Nawa Nakhon della Ferrovia di Stato della Thailandia.  L'Aeroporto Internazionale di Bangkok-Don Mueang si trova 20 km a sud del centro città.

## Sport
Il Campus Rangsit dell'Università Thammasat è dotato di una serie di strutture sportive che comprendono il Thammasat Stadium, impianto sportivo polivalente con capienza di 25.000 spettatori dedicato principalmente al calcio e all'atletica leggera. In questo stadio hanno disputato le partite interne alcune tra le maggiori squadre di club del calcio thailandese, tra cui il Bangkok United, e ha inoltre ospitato partite della nazionale di calcio della Thailandia.